# آناتولی استارچنکو
آناتولی استارچنکو (انگلیسی: Anatoly Starushchenko؛ زادهٔ ۱۴ ژانویهٔ ۱۹۸۸) بازیکن فوتبال است.
از باشگاه‌هایی که در آن بازی کرده‌است می‌توان به باشگاه فوتبال زسکا پامیر اشاره کرد.